# Saint-André-de-l'Épine

Saint-André-de-l'Épine este o comună în departamentul Manche, Franța. În 1 ianuarie 2022 avea o populație de 553 de locuitori.